# ۶۹ (قمری)
۶۹ (قمری)، شصت و نهمین سال در گاهشماری هجری قمری است. اول محرم این سال برابر با نهم ژوئیه سال ۶۸۸ میلادی است.

## زادگان
گجر شاه کبیر(شهمراد گجرنیا)
عباس خان گجری(پایه گذار خاندان و حکومت عباسی)
خاص بانو(همسر باقر گجرنیا)